# Ján Kulich

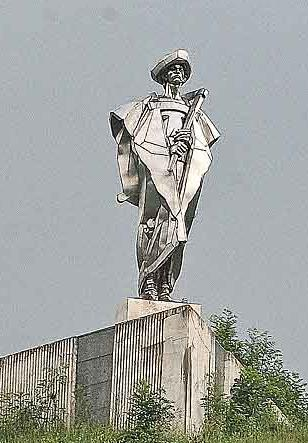
Statua di Juraj Jánošík a Terchová.

Ján Kulich (Zvolenská Slatina, 31 dicembre 1930 – Bratislava, 15 marzo 2015) è stato uno scultore e insegnante slovacco.

## Biografia
Nel 1946 il sedicenne Ján Kulich si iscrisse all'Accademia di arti figurative di Praga, dove seguì i corsi di medaglistica del professor Otakar Španiel, terminando la specializzazione nel 1954.
Kulich fu esponente di primo piano della tendenza realistico-formalista della scultura slovacca. Nella sua produzione iniziale, attinse ispirazione principalmente da motivi popolari. Vinse il premio statale Klement Gottwald, fu nel 1979 insignito del titolo di artista nazionale, fu uno dei principali normalizzatori della cultura e dell'educazione artistica slovacca. Fu membro del Dipartimento della Cultura del Comitato centrale del Partito comunista cecoslovacco e rettore dell'Alta scuola di arti figurative di Bratislava dal 1973-1989. Come funzionario di spicco si attenne strettamente alla politica di normalizzazione della Repubblica socialista cecoslovacca, ma successivamente si concentrò principalmente su motivi religiosi e cristiani.
Ján Kulich acquistò una casa vicino alla parrocchia evangelica nella sua città natale, Zvolenská Slatina, dove voleva concentrare parte delle sue opere.
Il 10 luglio 2015 nella sua nativa Zvolenská Slatina è stata aperta la Galleria Ján Kulich, costruita con denaro privato.

## Produzione
Fu autore del monumento Pamätník duklianskych hrdinov ("Memoriale degli eroi di Dukla") a Dukla (1964), partecipò alla realizzazione dello Slavín di Bratislava nel 1959, realizzò il monumento al capitano Ján Nálepka a Stupava nel 1973, il monumento dell'Insurrezione nazionale slovacca a Partizánske nel 1969, del Miliziano nel piazza di Račianské mýto a Bratislava, della statua di Juraj Jánošík in metallo saldato a Terchová, il monumento dell'Insurrezione nazionale slovacca a Bratislava, il monumento di Lenin a Žilina del quale disse "Ho avuto l'idea di esprimere l'intero universo con la testa di Lenin, cioè tutto in una volta", Vítanie ("Il Benvenuto"), una statua che raffigura Bratislava che si compiace per la crescita del quartiere popolare di Petržalka sulla sponda meridionale del Danubio, originariamente concepita per un ponte, negli anni 1990 è stata collocata di fronte all'edificio del Consiglio nazionale della Repubblica Slovacca in modo che curiosamente rivolge le spalle a Petržalka. Realizzò a Svidník una scultura del generale Ludvík Svoboda, opera degli anni 1980, a Martin in metallo saldato un'opera chiamata Matica slovenská, il monumento dell'Insurrezione nazionale slovacca a Zvolen. Nel 2010, la sua statua di Svätopluk è stata inaugurata al Castello di Bratislava.
Come ritrattista realizzò ritratti di Ľudovít Fulla, Alexander Moyzes, Rudolf Pribiš, Vincent Hložník, Peter Matejka, Milan Rúfus, Martin Kukučín, Terézia Vansová, Karol Plicka e altri. Fu uno dei principali medaglisti ceco-slovacchi. Sotto forma di medaglia, ha raffigurato un certo numero di personaggi storici, fra cui i seguaci di Ľudovít  Štúr, Terézia Vansová, Štefan Krčméry, Ladislav Jégé, Janko Čajak. Fu anche autore di targhe con ritratti di Dante, Gustav Husák, Koloman Sokol e altri.

## Riconoscimenti
- 1975 – Laureato al premio di stato Klement Gottwald
- 1979 – artista nazionale
- 2005 – Premio Bratislava-Nové Mesto
- 16 ottobre 2005 premio assoluto accademia internazionale Il Convivio

## Galleria d'immagini

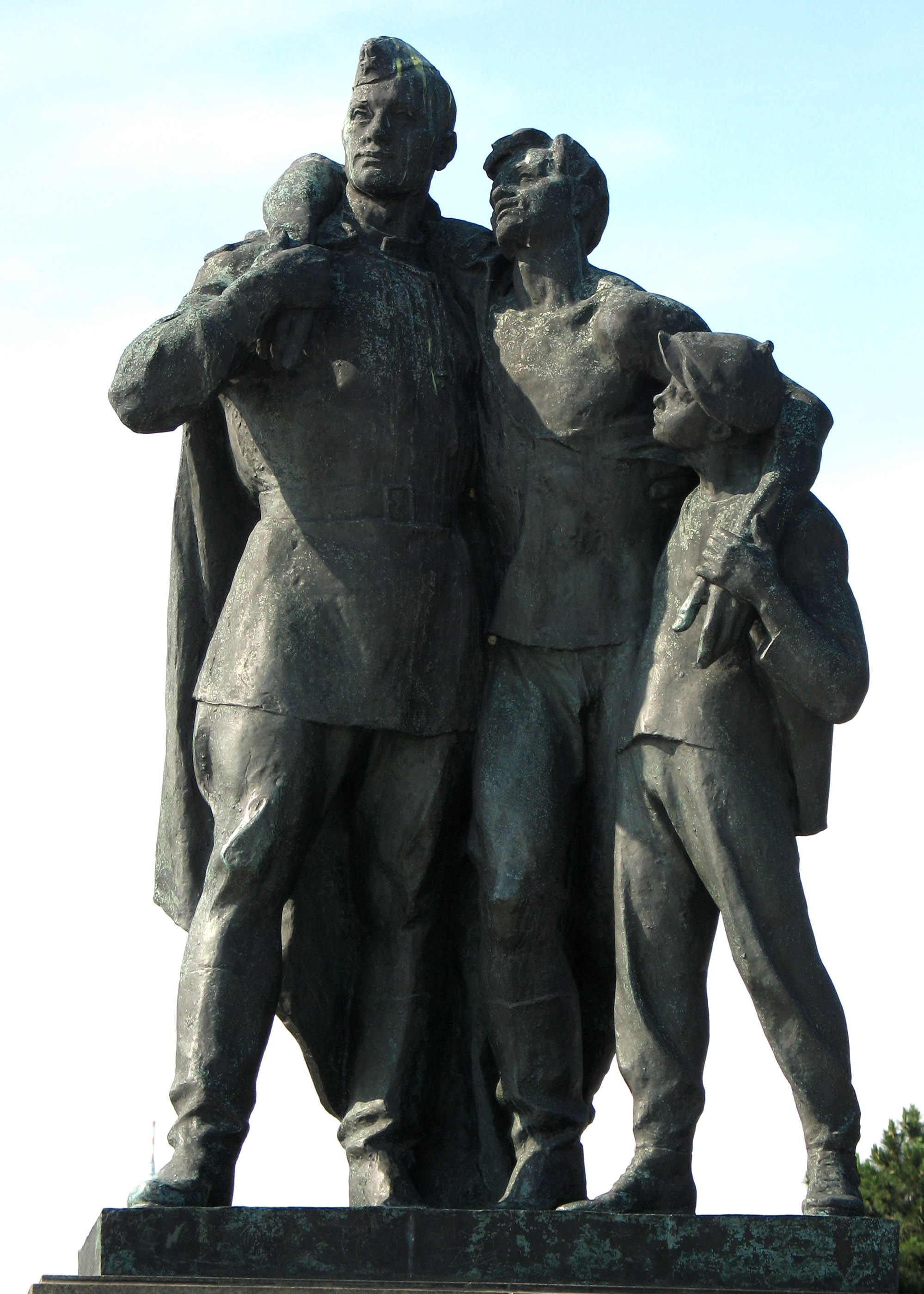
Gruppo scultoreo allo Slavín di Bratislava
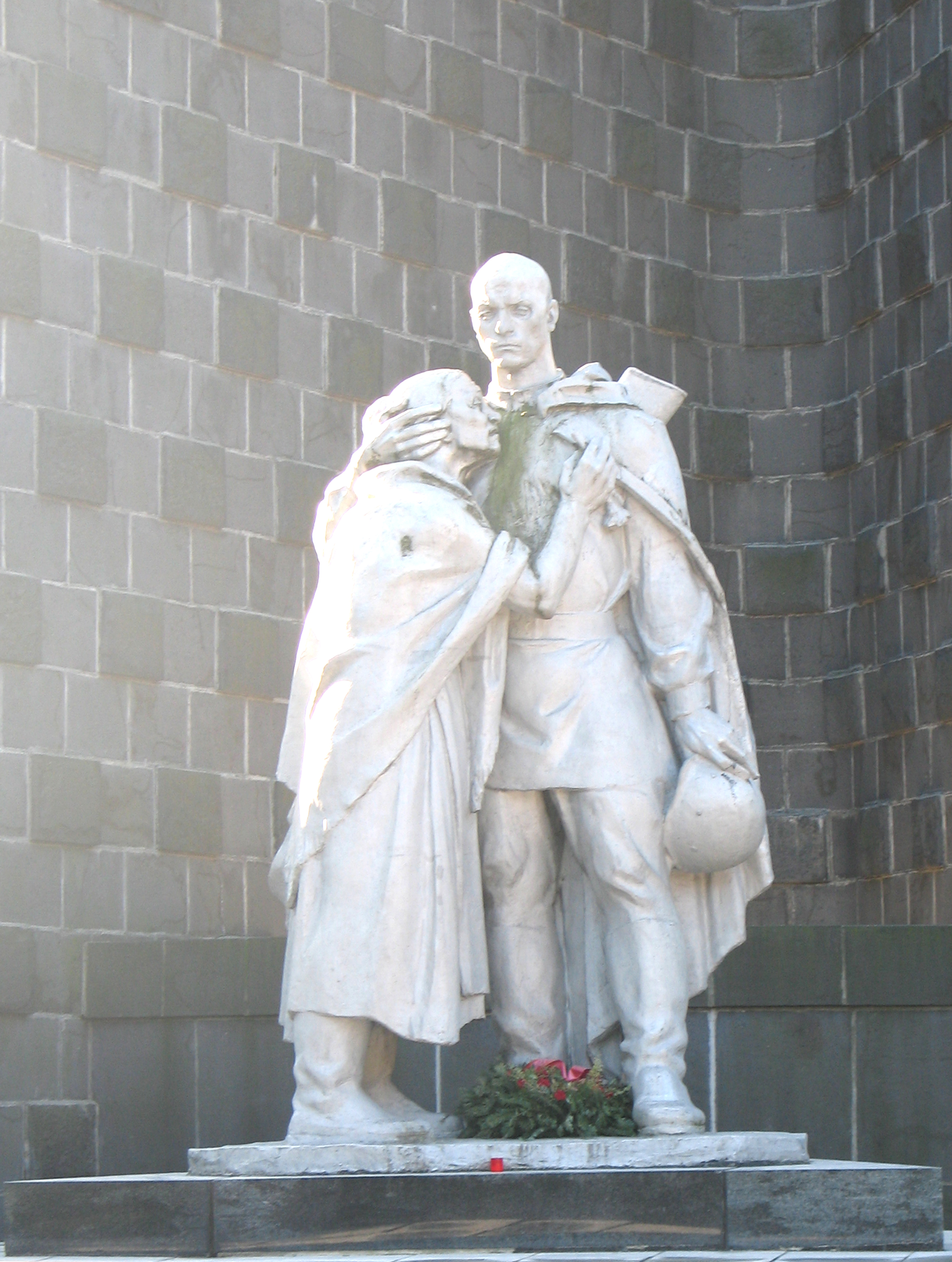
Gruppo Žalujem al Memoriale degli eroi di Dukla.
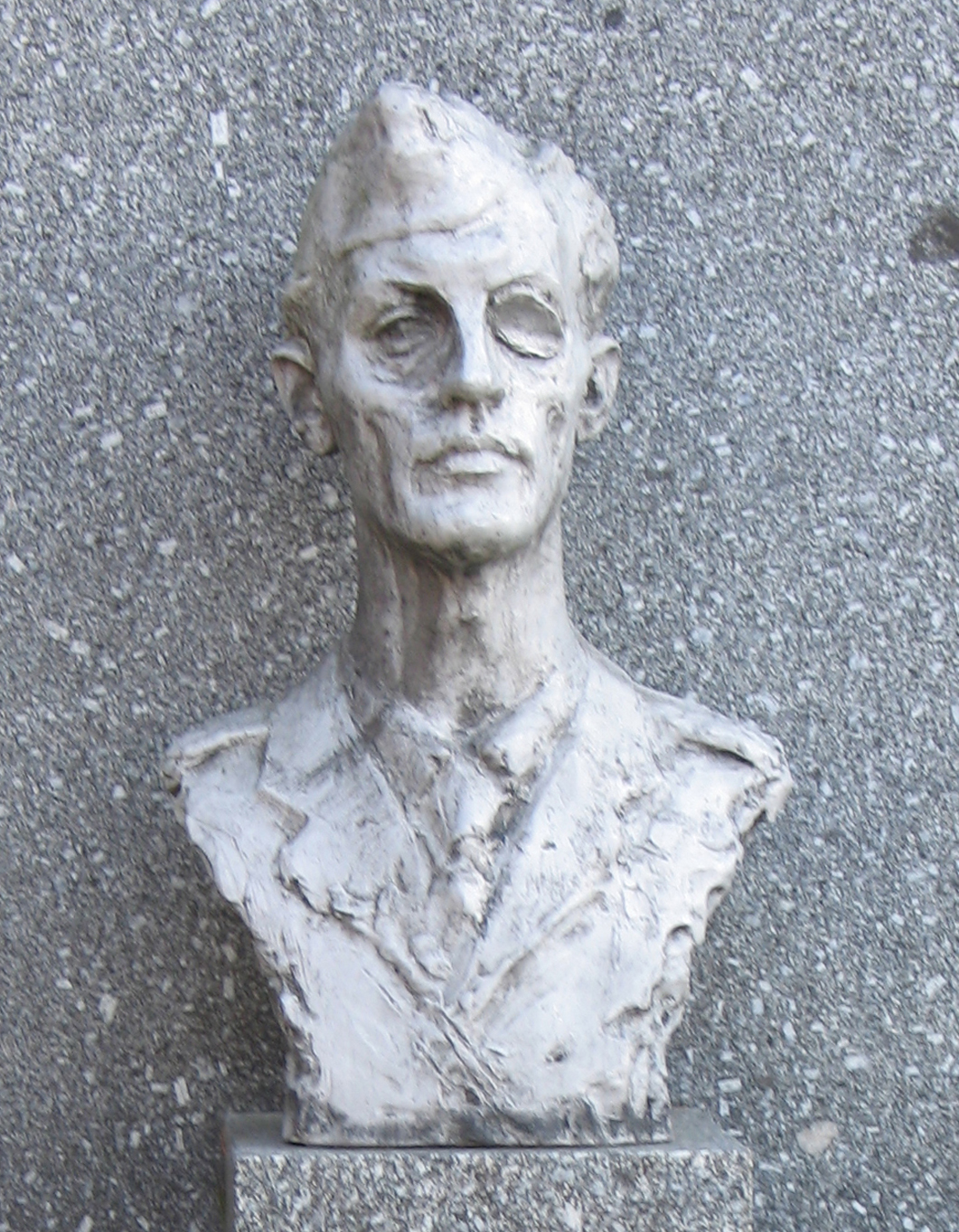
Busto dell'eroe Richard Tesarik al Memoriale degli eroi di Dukla.
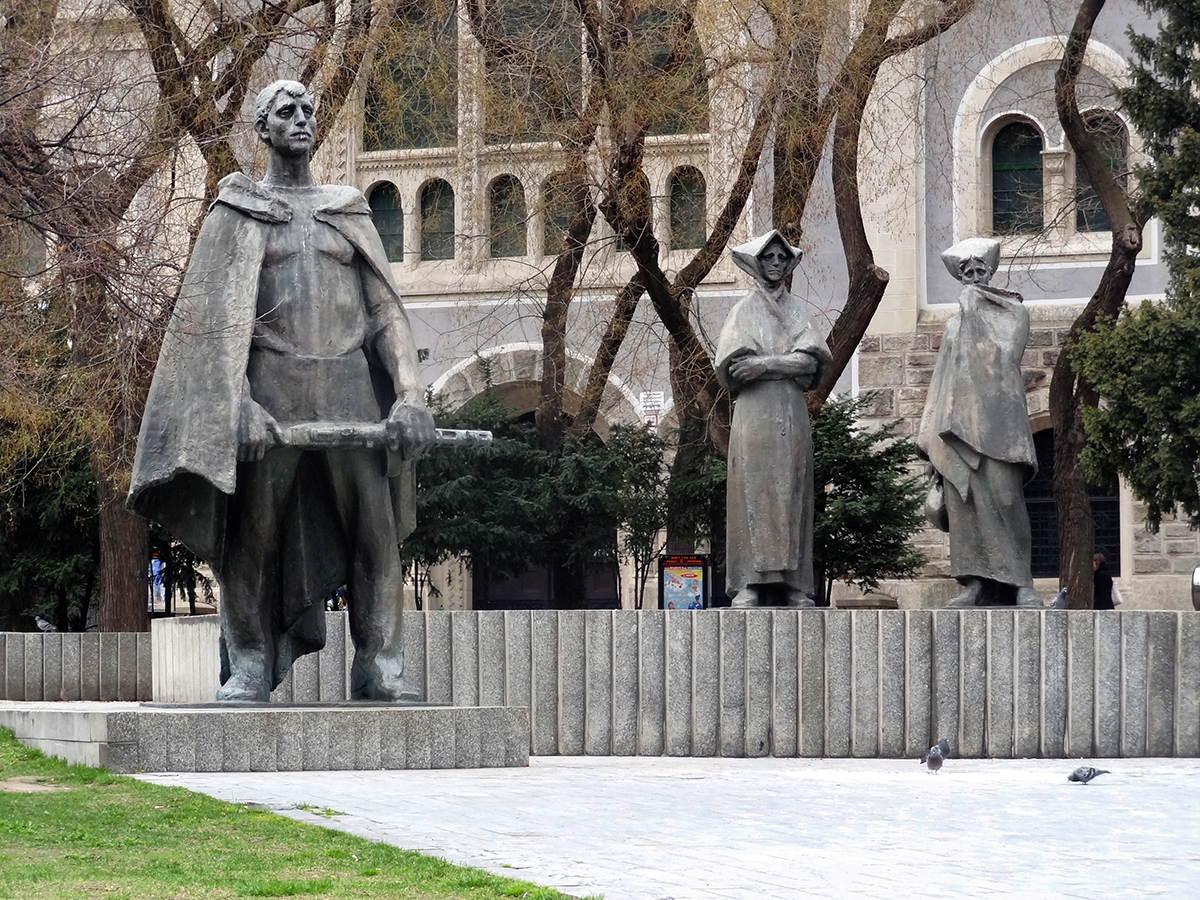
Il monumento dell'Insurrezione nazionale slovacca a Bratislava.
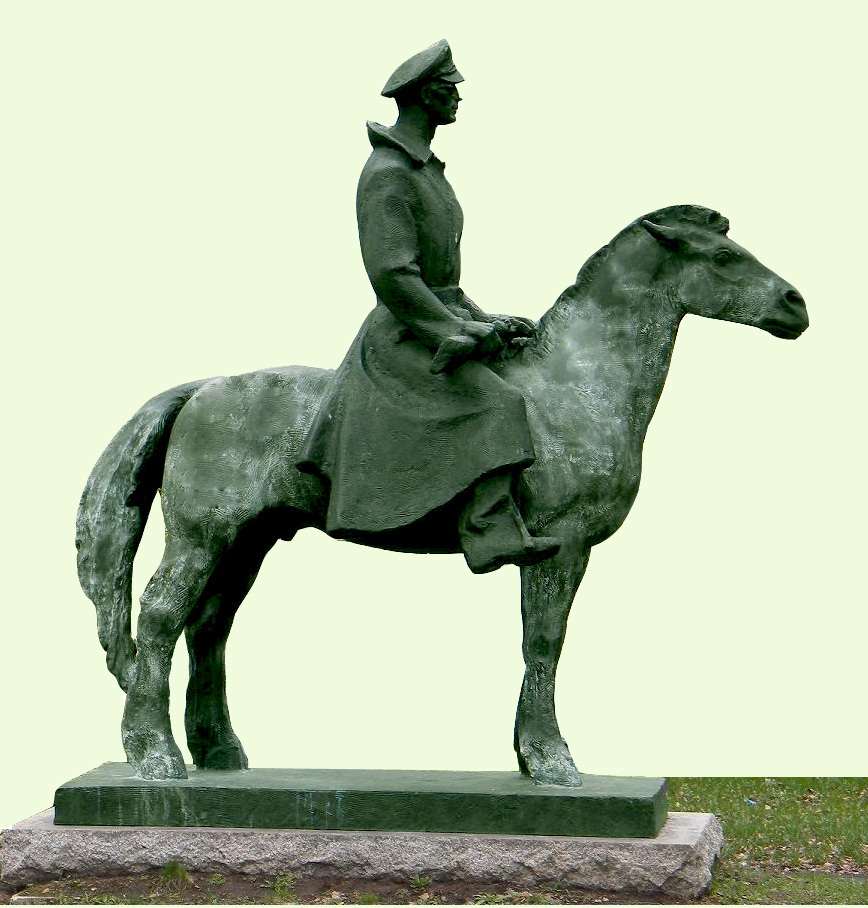
Il monumento al capitano Ján Nálepka a Stupava
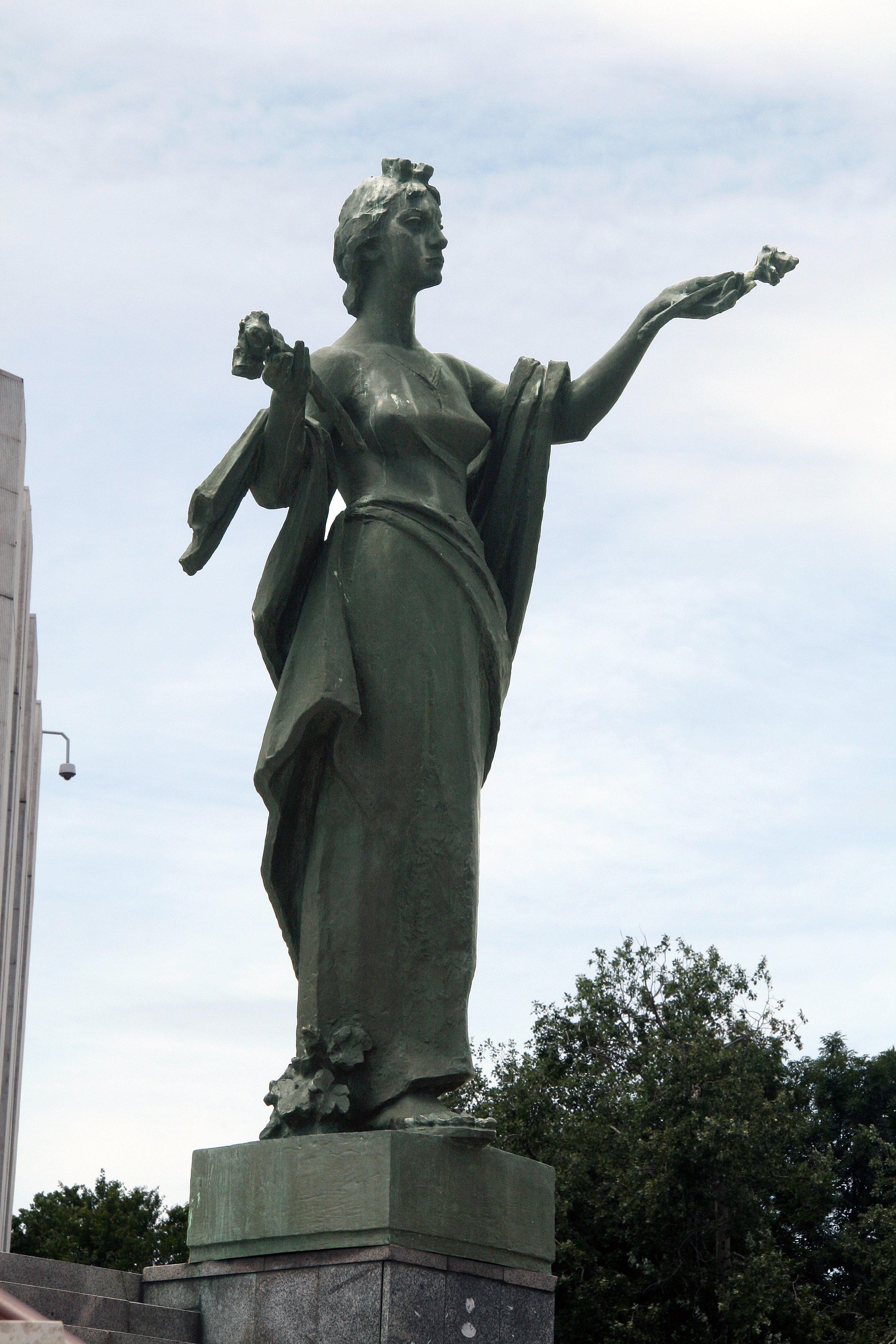
Statua del Benvenuto di fronte all'edificio del Consiglio nazionale della Repubblica Slovacca
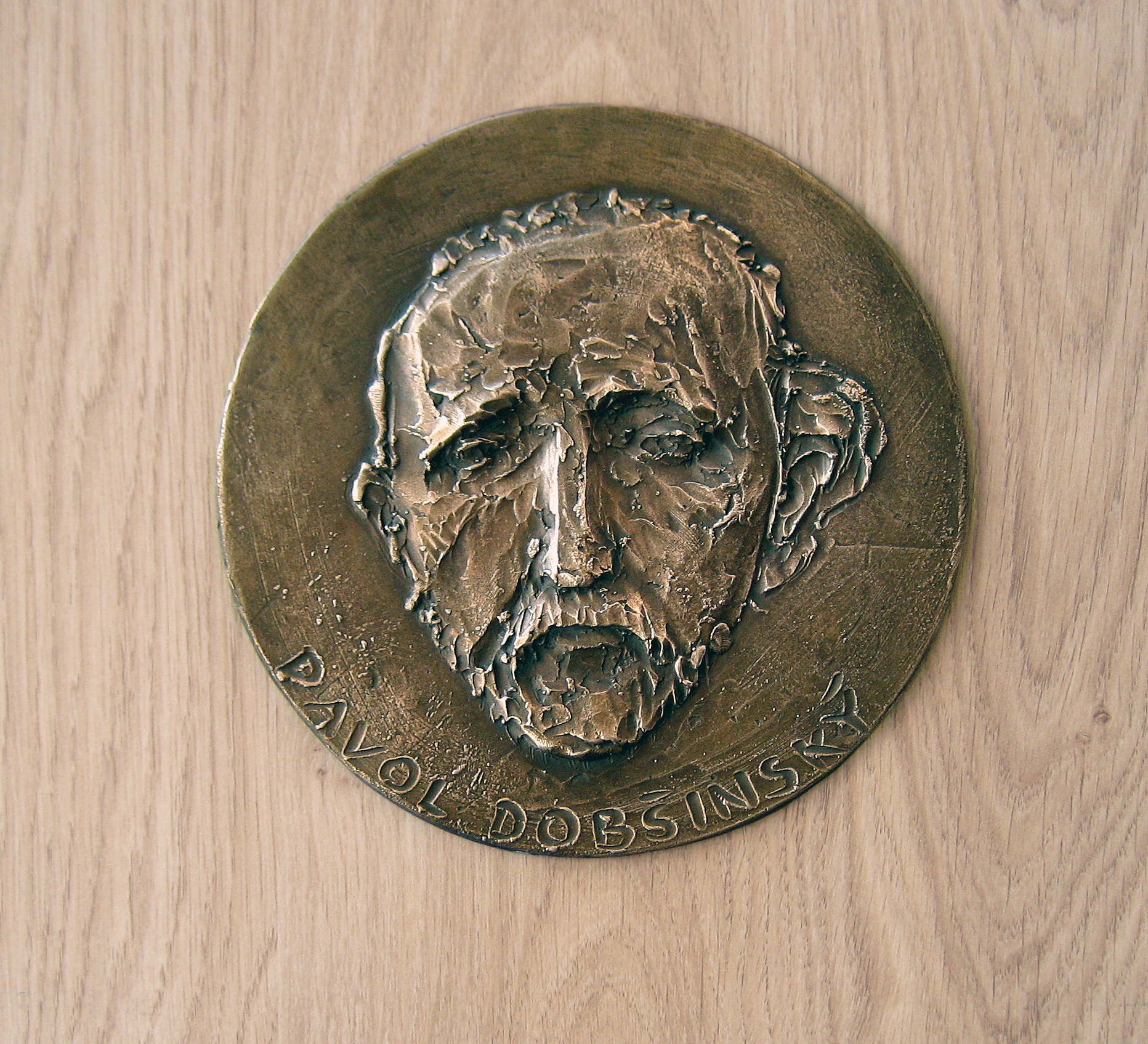
Medaglia con il ritratto del favolista Pavol Dobšinský